# Jean-Jules Allasseur
Jean-Jules Allasseur, né à Paris le 1er septembre 1818 où il est mort dans le 18e arrondissement le 23 mars 1903, est un sculpteur français.

## Biographie
Jean-Jules Allasseur est fils de Pierre Allasseur, natif de Noisy le Sec, et de Julie Simonnot. Il est l'élève de David d'Angers à École des beaux-arts de Paris. Il produit des portraits sculptés, des allégories et des sculptures décoratives et architecturales, commandes officielles du Second Empire. Il est décoré de la Légion d'honneur en 1867. Jean-Jules Allasseur est inhumé à Paris au cimetière de Montmartre (14e division), quartier où se trouvait son atelier.

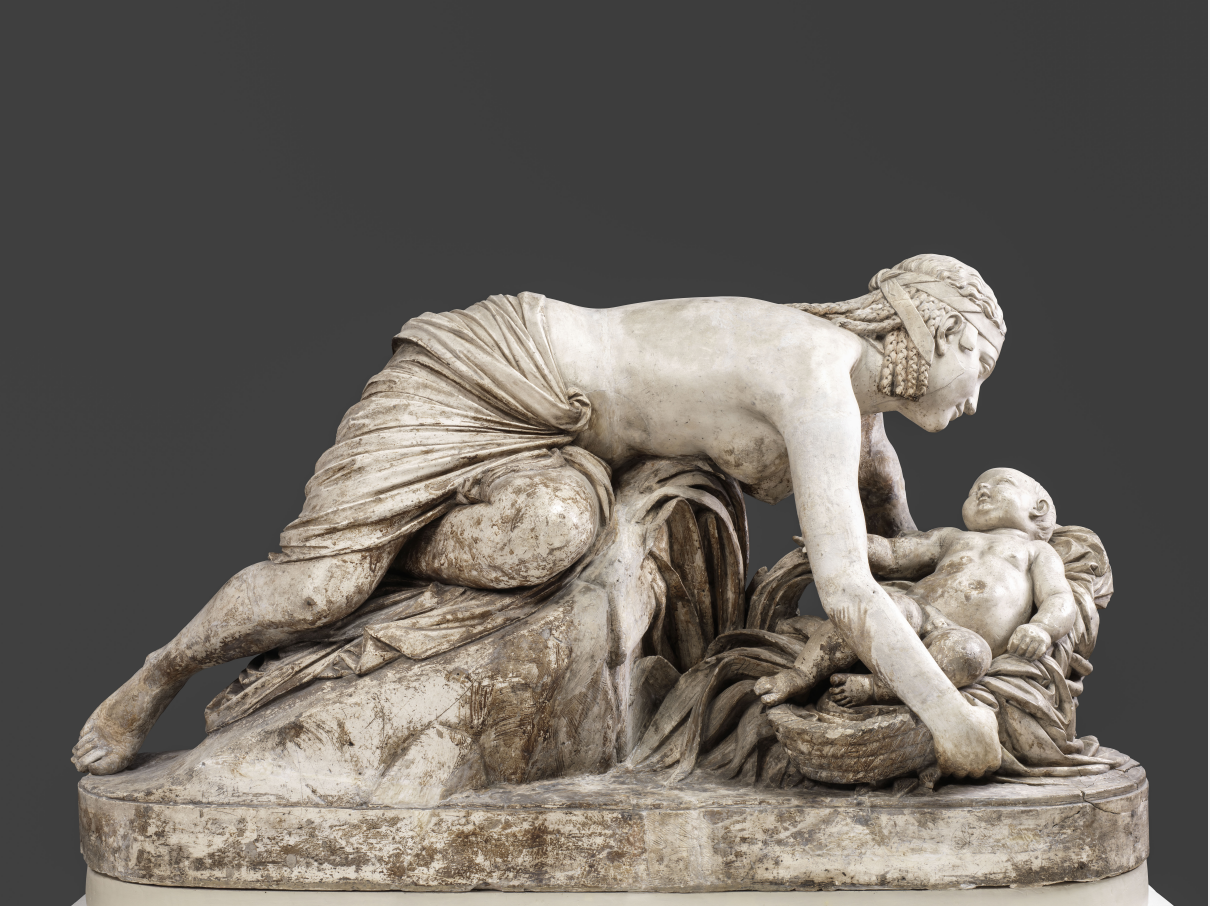
Découverte de Moïse, 1853, plâtre, 83 x 160 x 55 cm. Nemours, Château-Musée, 1904.5.1

## Œuvres
Dreux :
- Monument à Jean Rotrou, 1866, bronze, d'après le buste de Jean-Jacques Caffieri au foyer de la Comédie-Française[6].

Lille, Palais des Beaux-Arts : 
- La Découverte de Moïse, marbre.

Nemours, Château-Musée :
- La Découverte de Moïse, Salon des artistes français de 1853, modèle en plâtre, 160 x 83 cm[7].
- Henri Estienne, après 1870, plâtre, 115 x 45 cm.
- La République (projet pour un monument place de la République à Paris), 1880, plâtre, 82 x 36.5 cm.
- Jean-Philippe Rameau (1683-1764), compositeur, 1888, plâtre, 40 x 22 x 23 cm.

Paris, Musée du Louvre :
- François de Malherbe, 1853, statue en pierre de la série des Hommes célèbres de la Cour Napoléon du palais du Louvre à Paris[8].
- Le Pêcheur,
- Leucothéa, Cour carrée. Cette statue est inspirée de l’Aphrodite de Cnide ou Aphrodite Braschi de Praxitèle[réf. nécessaire], conservée à la Glyptothèque de Munich.

Paris, église Saint-Étienne-du-Mont :
- Saint Joseph,
- Saint Charles Borromée, 1867

Paris, palais Garnier
- Rameau, Salon de 1888, statue en marbre[9]. Esquisse en plâtre au Château-Musée de Nemours, 40 x 22,9 cm[10].

## Galerie

Œuvres de Jean-Jules Allasseur
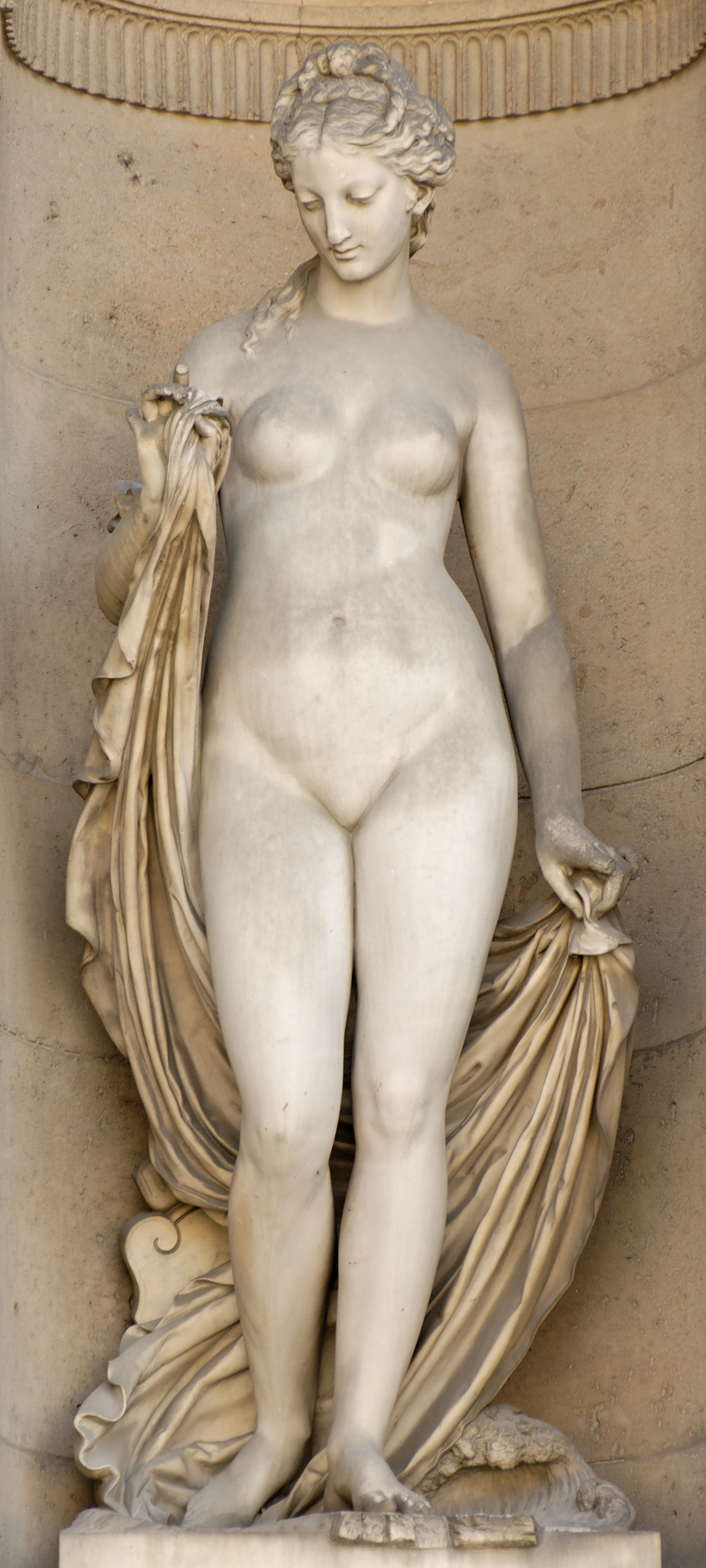
Leucothéa, Paris, palais du Louvre, Cour carrée.
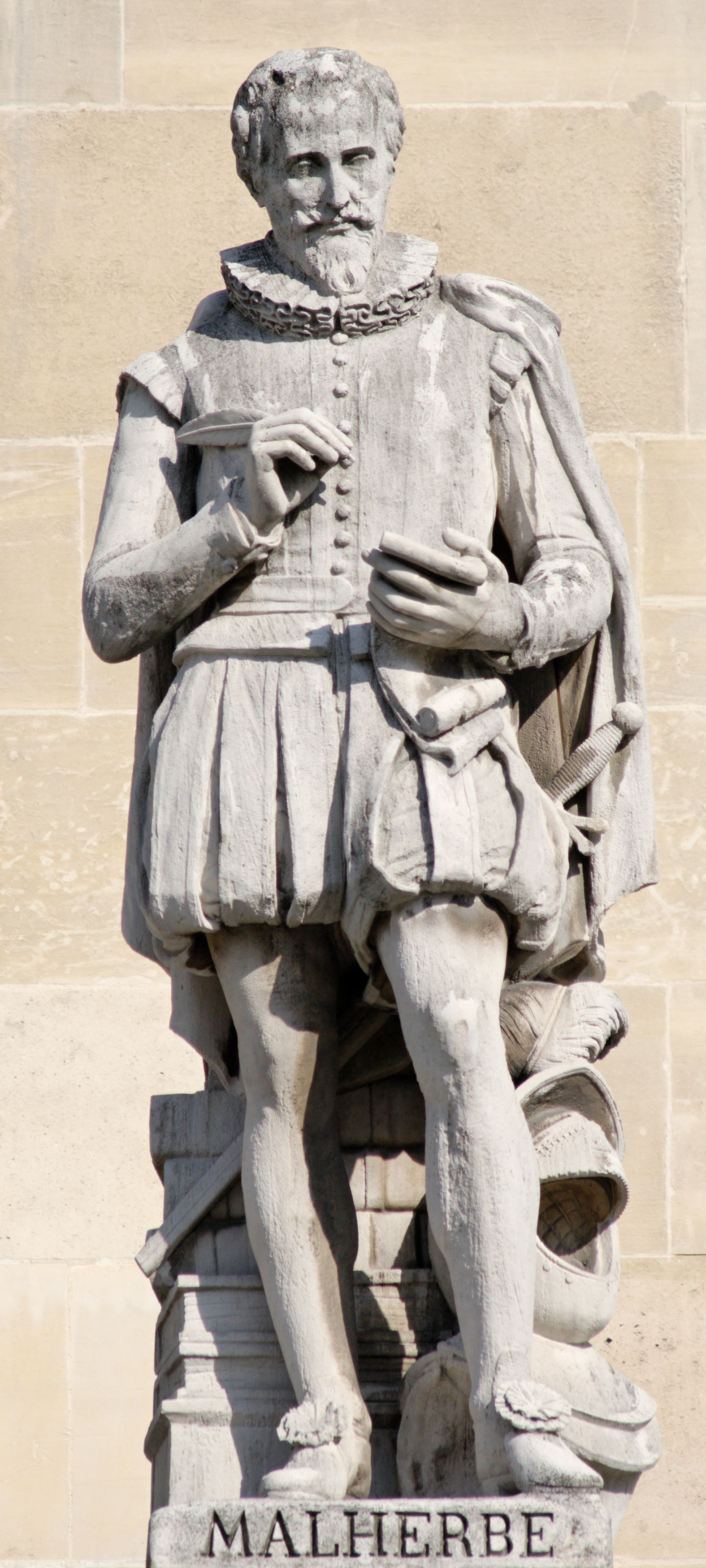
Malherbe, Paris, palais du Louvre, Cour Napoléon.
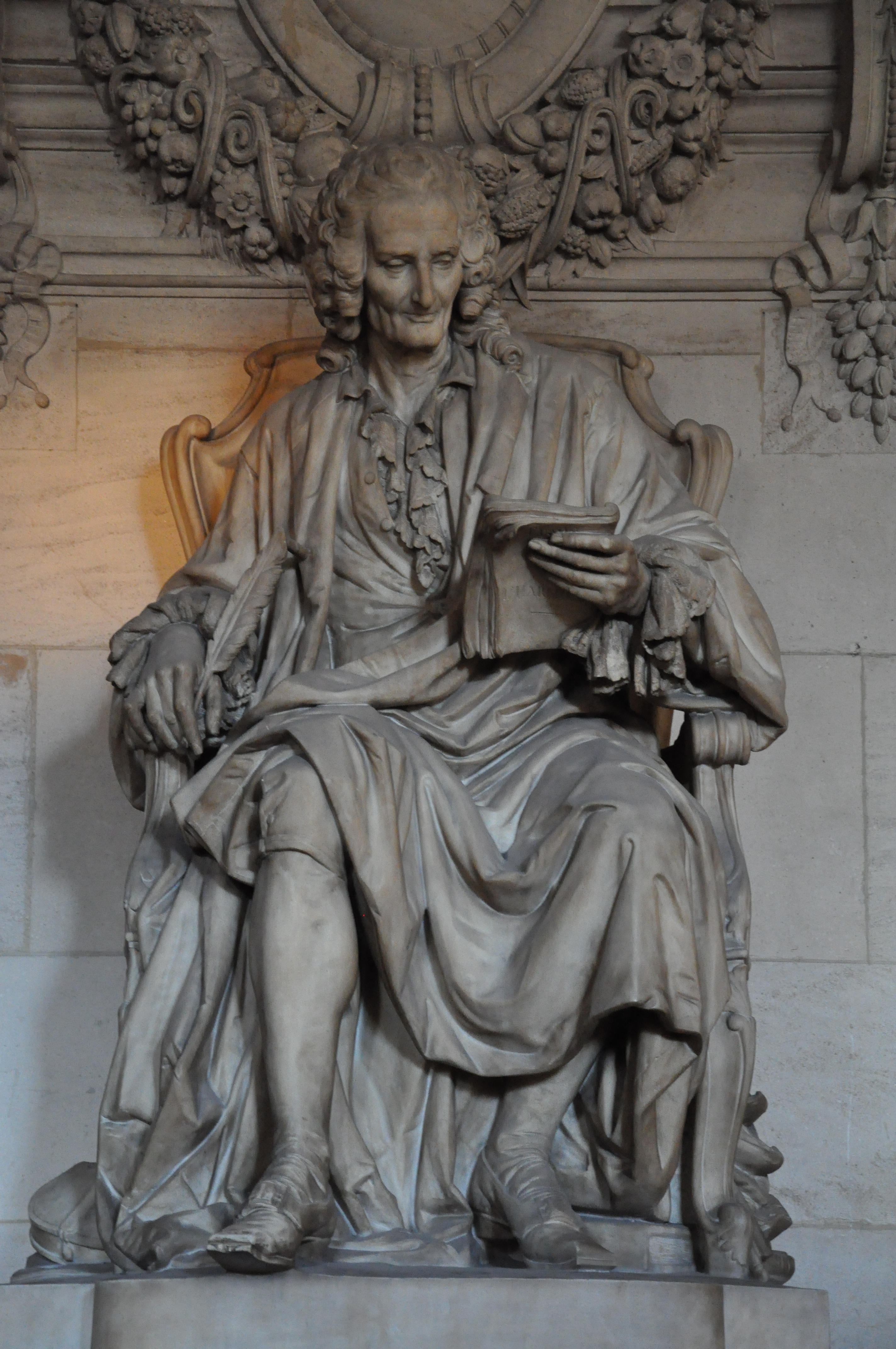
Jean-Philippe Rameau, Paris, palais Garnier.

## Élèves
- Robert David d'Angers